# Monsey (New York)
Monsey ist ein 5,8 Quadratkilometer großes hamlet (nicht selbst verwaltete Siedlung) im Bundesstaat New York und ein census-designated place in der Stadt Ramapo, Rockland County.

## Geschichte
Monsey hat seinen Namen von der Munsee-Gruppierung der Lenape-Indianer, die das Gebiet besiedelten. Einige von den Indianern genutzte abris sind immer noch sichtbar, und zahlreiche Funde zeugen von ihrer Geschichte.
1841 nahm die New York & Erie Railroad einen Bahnhof in Betrieb. Während Monsey im Jahr 1950 eine größtenteils christliche Bevölkerung hatte und eine einzige Jeschiwa besaß, zählte Monsey im Jahr 1997 112 Synagogen und 45 Jeschiwas und ein Großteil der Bevölkerung sind heute chassidische Juden.

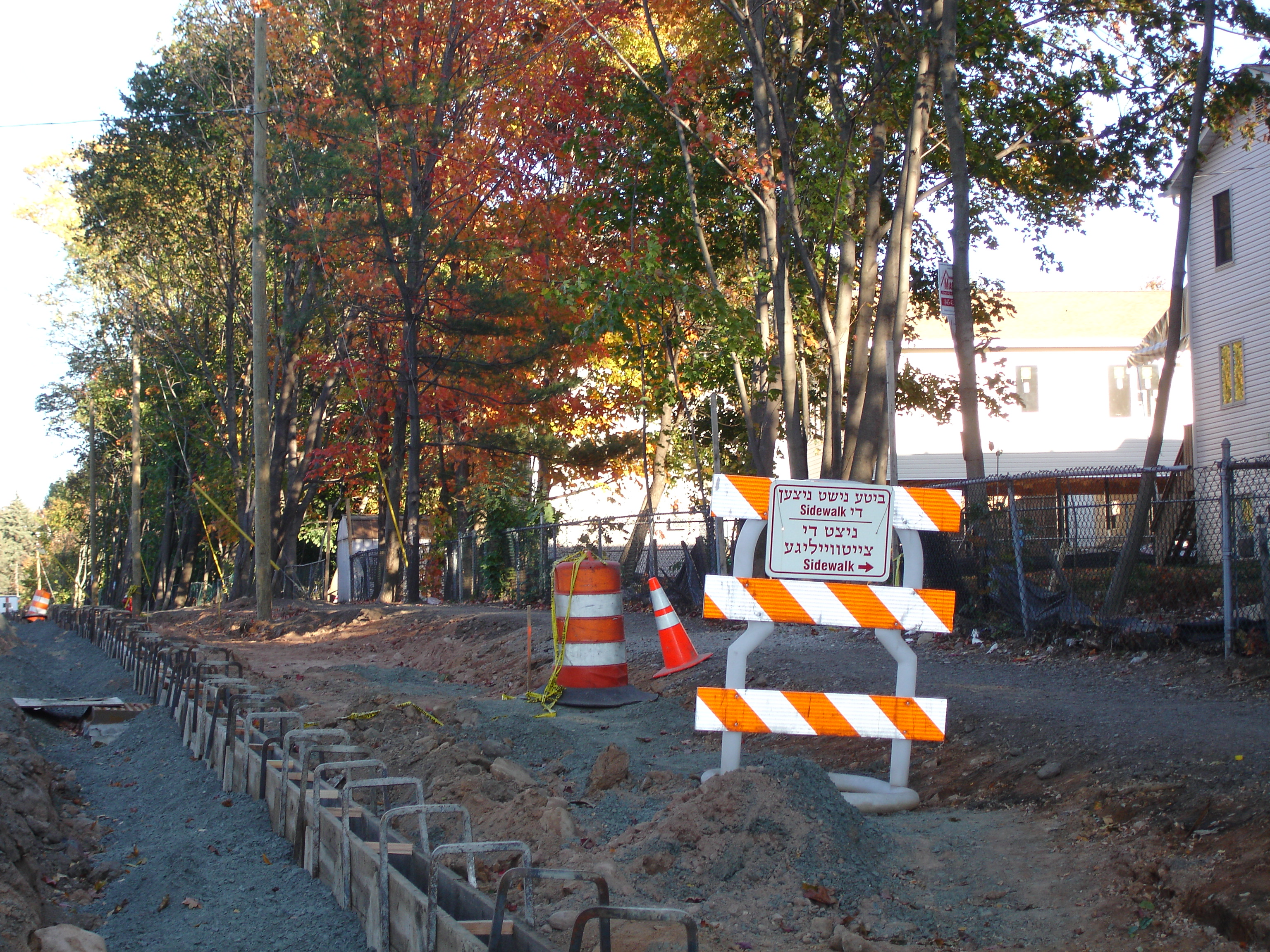
Jiddisches Straßenschild in Monsey

In den späten 1940er Jahren suchte die rasch anwachsende chassidische Gemeinde New Yorks günstigen Wohnraum und auch die Möglichkeit, am neuen Ort eine Gemeinschaft aufzubauen, die nach der Halacha leben kann. So gaben in der Volkszählung von 2017 41 Prozent der 22.043 Einwohner an, dass sie zu Hause jiddisch sprechen, und sieben Prozent hebräisch. Der Anteil der Englisch sprechenden Einwohner beträgt 44 Prozent.

## Historische Bauten

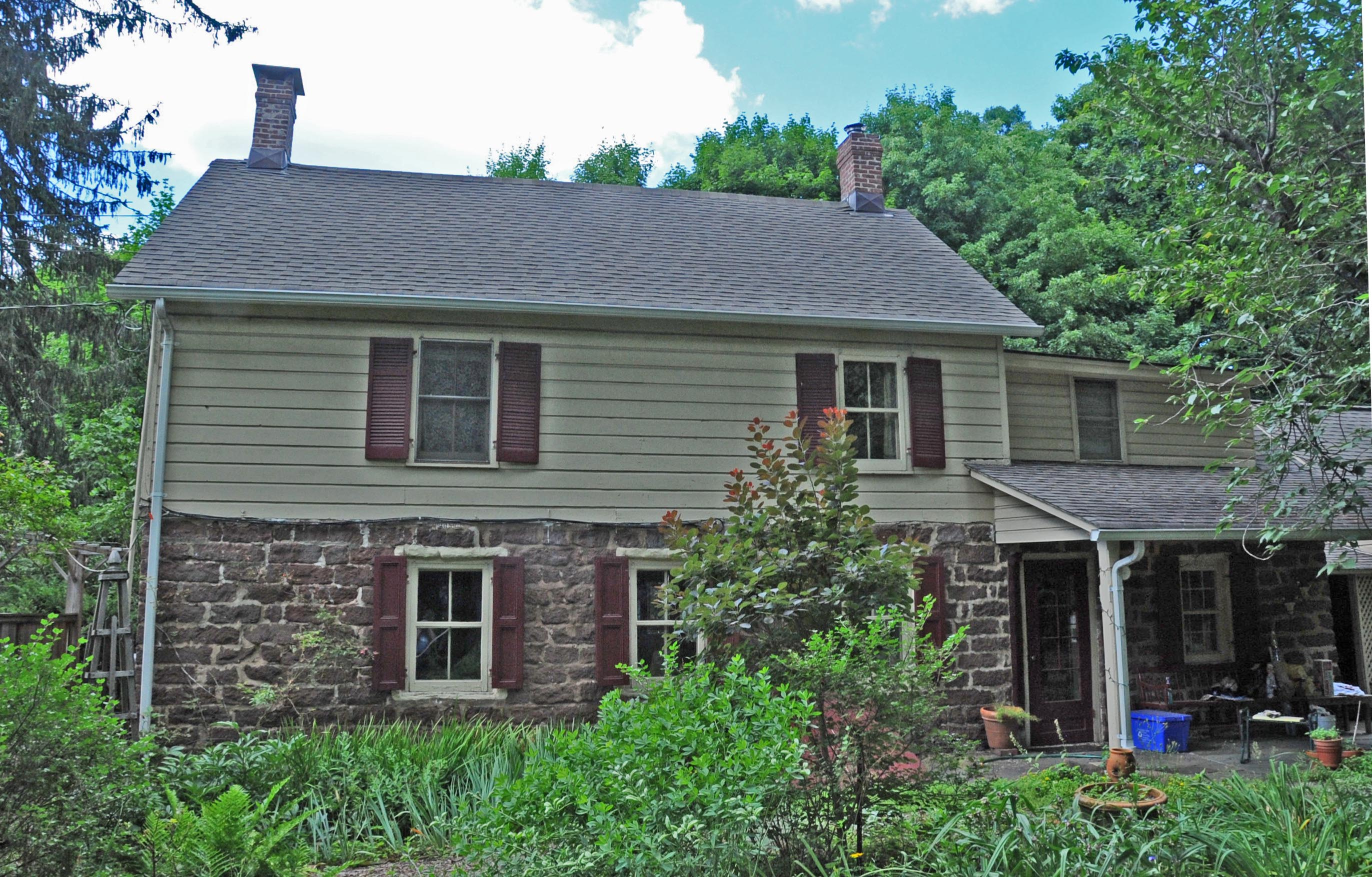
Houser-Conklin House

Das Houser-Conklin-Haus (1775 oder 1776) ist ein aus Sandstein erbautes Wohnhaus, das zwischen 1890 und 1900 mit einer Holzkonstruktion auf zwei Stockwerke erweitert wurde. Das Haus ist im National Register of Historic Places eingetragen und steht unter Denkmalschutz.

## Persönlichkeiten
- Edwin W. Roedder (1919–2006), Geochemiker und Mineraloge